# Trinaksodon
Trinaksodon je pripadnik roda cynodont koji je živeo tokom Trijasa (pre 248-245 miliona godina). On se smatra tranzicionim fosilom. Udubljenja u lobanji sugerišu da je trinaksodon imao brkove. Da li je takođe imao krzno je tema tekuće debate, mada je verovatno da je imao slično sisarima toplokrvni metabolizam. Trinaksodon je polagao jaja i imao niz osobina gmizavaca u svom kosturu. Svi preci trinaksodona, primitivni gmizavci, ali i njihovi potomci današnji primitivni sisari, kao što su australijski kljunari i mravlji ježevi, izlegali su, odnosno izležu jaja. Zato se pretpostavlja da se trinaksodon razmnožavao na taj način. Zubi trinaksodona su bili prilagođeni hvatanju i žvakanju insekata, beskičmenjaka i malih gmizavaca. Imao je prednje sekutiće pogodne za sečenje, očnjake za ubijanje i komadanje, i kutnjake za žvakanje i usitnjavanje.

## Literatura
- Haines, Tim & Chambers, Paul (2006). The Complete Guide to Prehistoric Life. Firefly Books Ltd., Canada. 69.
- Lambert, David (2003). Dinosaur Encyclopedia. DK Publishing, New York. 202-203.
- Savage, R.J.G. & Long, M.R. (1986). Mammal Evolution: an illustrated guide. Facts On File Inc. стр. 39. ISBN 978-0-8160-1194-0.
- Chinsamy-Turan, edited by Anusuya (2012). Forerunners of mammals : radiation, histology, biology. Bloomington: Indiana University Press. ISBN 978-0-253-35697-0.